# Okręg wyborczy Leicester West
Okręg wyborczy Leicester West powstał w 1918 r. i wysyłał do brytyjskiej Izby Gmin jednego deputowanego. Okręg obejmuje zachodnią część miasta Leicester. Został zniesiony w 1950 r., ale przywrócono go w 1974 r.

## Deputowani do brytyjskiej Izby Gmin z okręgu Leicester West

### Deputowani w latach 1918–1950
- 1918–1922: Joseph Green, Narodowa Partia Demokratyczna
- 1922–1923: Alfred Hill, Partia Pracy
- 1923–1931: Frederick Pethick-Lawrence, Partia Pracy
- 1931–1935: Ernest Pickering, Partia Liberalna
- 1935–1945: Harold Nicolson, Narodowa Partia Pracy
- 1945–1950: Barnett Janner, Partia Pracy

### Deputowani po 1974 r.
- 1974–1997: Greville Janner, Partia Pracy
- 1997–2010 Patricia Hewitt, Partia Pracy
- 2010 –: Liz Kendall, Partia Pracy

## Źródła
- Leicester West (1997–2010)
- Leicester West (2010–2024)
- Leicester West (2024–)